# 汤道河镇
汤道河镇，是中华人民共和国河北省承德市宽城满族自治县下辖的一个乡镇级行政单位。

## 行政区划
汤道河镇下辖以下地区：
汤道河村、金杖子村、毛局子村、胡杖子村、李家窝铺村、洒金沟村、乱泥沟村、王杖子村、北庄村、大梨树村、西庄村、黄土坡村、东汤道河村、冰沟村、白庙子村、偏崖子村、季杖子村和向阳村。